# Chromadorea
Chromadorea zijn een klasse van rondwormen (Nematoda).

## Taxonomie
De volgende onderklasse wordt bij de klasse ingedeeld:
- Chromadoria